# Ginástica nos Jogos Asiáticos de 1994
A ginástica nos Jogos Asiáticos de 1994 teve sua edição realizada na cidade de Hiroshima, no Japão, com as disputas da ginástica artística e a estréia da modalidade rítmica no cronograma competitivo.

## Eventos
Ginástica artística
- Individual geral masculino
- Equipes masculino
- Solo masculino
- Barra fixa
- Barras paralelas
- Cavalo com alças
- Argolas
- Salto sobre a mesa masculino
- Individual geral feminino
- Equipes feminino
- Trave
- Solo feminino
- Barras assimétricas
- Salto sobre a mesa feminino

Ginástica rítmica
- Individual geral

## Medalhistas
Ginástica artística
| Evento              | Ouro                                                       | Prata                             | Bronze                 |
| Masculino           |                                                            |                                   |                        |
| Equipes             | CHN                                                        | KOR                               | JPN                    |
| Individual geral    | CHN Li Xiaoshuang                                          | CHN Huang Liping                  | JPN Yoshiaki Hatakeda  |
| Solo                | CHN Li Xiaoshuang                                          | KAZ Sergey Fedorchenko            | JPN Toshiharu Sato     |
| Cavalo com alças    | JPN Yoshiaki Hatakeda CHN Huang Huadong KOR Lee Jang-Hyung | nenhum                            | nenhum                 |
| Argolas             | CHN Fan Hongbin                                            | CHN Li Xiaoshuang KOR Yoo Ok-Ryul | nenhum                 |
| Salto sobre a mesa  | KOR Yeo Hong-Chul                                          | CHN Li Dashuang                   | KOR Lee Joo-Hyung      |
| Barras paralelas    | CHN Huang Liping                                           | KOR Jung Jin-Soo                  | CHN Li Xiaoshuang      |
| Barra fixa          | CHN Li Jing                                                | CHN Huang Liping                  | KAZ Sergey Fedorchenko |
| Feminino            |                                                            |                                   |                        |
| Equipes             | CHN                                                        | JPN                               | KOR                    |
| Individual geral    | CHN Qiao Ya                                                | CHN Yuan Kexia                    | CHN Mo Huilan          |
| Salto sobre a mesa  | CHN Mo Huilan                                              | CHN Ye Linlin                     | UZB Oksana Chusovitina |
| Barras assimétricas | CHN Mo Huilan                                              | CHN Xuan Liu                      | UZB Oksana Chusovitina |
| Trave               | CHN Mo Huilan                                              | CHN Qiao Ya                       | KAZ Irina Yevdokimova  |
| Solo                | CHN Mo Huilan                                              | CHN Ye Linlin                     | KAZ Irina Yevdokimova  |

Ginástica rítmica
| Evento           | Ouro                | Prata             | Bronze          |
| Individual geral | JPN Yukari Kawamoto | CHN Zhou Xiaojing | JPN Miho Yamada |

## Quadro de medalhas
| Ordem | País          | Medalha de ouro | Medalha de prata | Medalha de bronze |    |
| ----- | ------------- | --------------- | ---------------- | ----------------- | -- |
| 1     | China         | 13              | 10               | 2                 | 25 |
| 2     | Coreia do Sul | 2               | 3                | 2                 | 7  |
| 3     | Japão         | 2               | 1                | 3                 | 6  |
| 4     | Cazaquistão   |                 | 1                | 3                 | 4  |
| 5     | Uzbequistão   |                 |                  | 2                 | 2  |
| TOTAL | TOTAL         | 17              | 15               | 12                | 44 |